# 桑宰
桑宰（法語：Sanzay，法語發音：[sɑ̃zɛ]）是法国德塞夫勒省的一个旧市镇，属于布雷叙尔区。2006年，桑宰与市镇阿让通堡和博埃斯合并为市镇阿让通莱瓦莱。2016年，阿让通莱瓦莱与临近的5个市镇合并为新市镇阿让托奈。

## 地理
桑宰（46°57'29.6"N, 0°26'10.0"W）面积13.05 平方千米，位于法国新阿基坦大区德塞夫勒省，该省份为法国西部内陆省份，北起曼恩-卢瓦尔省，西接旺代省，南至夏朗德省和滨海夏朗德省，东临维埃纳省。
桑宰的时区为UTC+01:00、UTC+02:00（夏令时）。

## 行政
桑宰的邮政编码为，INSEE市镇编码为79305。

## 人口
桑宰于1999年时的人口数量为243人。